# Slaget vid Worringen

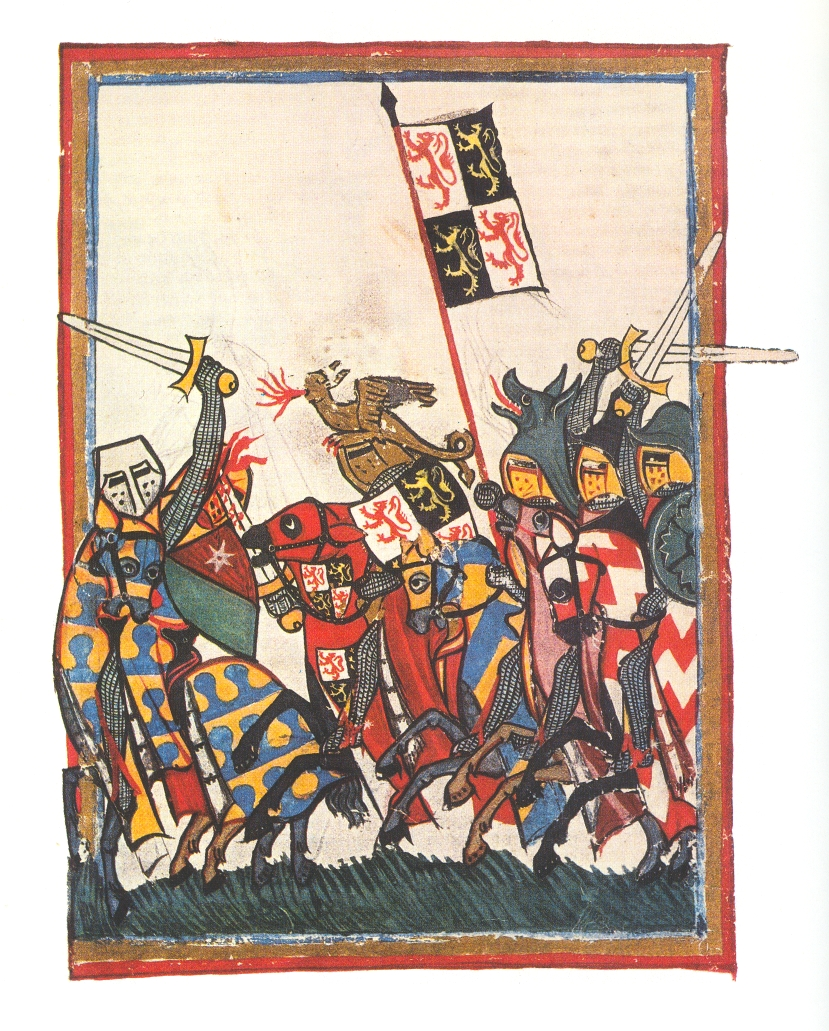
Johan I av Brabant i slaget vid Worringen 1288.

Slaget vid Worringen år 1288 var den krigiska finalen på tronföljdstriden i Limburg som varat i sex år. Kontrahenterna var ärkestiftet Kölns furstbiskop Siegfried von Westerburg och Johan I av Brabant. 